# Polo aquático no Campeonato Mundial de Esportes Aquáticos de 2023 - Torneio feminino

O torneio feminino de polo aquático no Campeonato Mundial de Esportes Aquáticos de 2023 fora realizado entre os dias 17 e 29 de julho de 2023 na Marine Messe Fukuoka em Fukuoka, no Japão. Esta foi a vigésima edição deste evento, tendo participado em todas as edições desde 1973. Ao todo, 16 Comitês Olímpicos Nacionais qualificaram-se ao evento. A Seleção Neerlandesa. conquistou seu segundo título ao derrotar a Seleção Espanhola.

## Calendário
Todos os horários estão na Hora Legal Japonesa (UTC+09).
| Data        | Horário | Evento                                     |
| ----------- | ------- | ------------------------------------------ |
| 16 de Julho | 09:00   | Fase de grupos                             |
| 17 de Julho | 09:00   | Fase de grupos                             |
| 18 de Julho | 09:00   | Fase de grupos                             |
| 19 de Julho | 09:00   | Fase de grupos                             |
| 20 de Julho | 09:00   | Fase de grupos                             |
| 21 de Julho | 09:00   | Fase de grupos                             |
| 22 de Julho | 09:00   | Repescagem/Partidas de classificação       |
| 23 de Julho | 09:00   | Repescagem/Partidas de classificação       |
| 24 de Julho | 09:00   | Quartas de final/Partidas de classificação |
| 25 de Julho | 09:00   | Quartas de final/Partidas de classificação |
| 26 de Julho | 09:00   | Semifinais/Partidas de classificação       |
| 27 de Julho | 09:00   | Semifinais/Partidas de classificação       |
| 28 de Julho | 11:30   | Final feminina                             |

## Qualificação
A Seleção Brasileira de Polo Aquático Feminino havia sido classificada ao torneio. Todavia, em uma nota oficial, a Confederação Brasileira de Desportos Aquáticos afirmou que o planejamento da modalidade não incluía a disputa do Campeonato Mundial, portanto, ambas as seleções dedicar-se-iam ao treinamento visando a classificação olímpica a partir dos Jogos Pan-Americanos de 2023.
| Evento                                           | Datas                                 | Sede                   | Vagas | Qualificados                                        |
| ------------------------------------------------ | ------------------------------------- | ---------------------- | ----- | --------------------------------------------------- |
| País sede                                        | —                                     | —                      | 1     | Japão                                               |
| World League de 2022                             | 25 de Janeiro – 6 de Novembro de 2022 | Santa Cruz de Tenerife | 2     | Espanha · Hungria                                   |
| Campeonato Mundial de Esportes Aquáticos de 2022 | 20 de Junho – 2 de Julho de 2022      | Budapeste              | 4     | Estados Unidos · Países Baixos · Itália · Austrália |
| Campeonato Europeu de 2022                       | 27 de Agosto – 10 de Setembro de 2022 | Split                  | 3     | Grécia · Israel · França                            |
| Campeonato Asiático de 2022                      | 7–14 de Setembro de 2022              | Samut Prakan           | 2     | China · Cazaquistão                                 |
| Copa de Polo Aquático da UANA de 2023            | Abril 2023                            | Bauru                  | 2     | Canadá · Brasil · Argentina                         |
| Repescagem africana                              | —                                     | —                      | 1     | África do Sul                                       |
| Repescagem oceânica                              | —                                     | —                      | 1     | Austrália                                           |
| Total                                            |                                       |                        | 16    |                                                     |

.

## Medalhistas
| Ouro | Prata | Bronze |
| Países Baixos · Laura Aarts · Iris Wolves · Brigitte Sleeking · Sabrina van der Sloot · Maartje Keuning · Simone van de Kraats · Bente Rogge · Vivian Sevenich · Kitty-Lynn Joustra · Lieke Rogge · Lola Moolhuijzen · Nina ten Broek · Sarah Buis · Marit van der Weijden · Maxine Schaap | Espanha · Laura Ester · Cristina Nogué · Anni Espar · Beatriz Ortiz · Nona Pérez · Paula Crespí · Elena Ruiz · Pili Peña · Judith Forca · Paula Camus · Maica García Godoy · Paula Leitón · Martina Terré · Ariadna Ruiz | Itália · Giuseppina Condorelli · Chiara Tabani · Giuditta Galardi · Silvia Avegno · Sofia Giustini · Dafne Bettini · Domitilla Picozzi · Roberta Bianconi · Valeria Palmieri · Claudia Marletta · Agnese Cocchiere · Giulia Viacava · Caterina Banchelli · Lucrezia Cergol · Veronica Gant |

## Formato da competição
O torneio consiste em duas fases, contendo: fase de grupos, repescagem, quartas de final, semifinal e final. Na primeira fase, ou fase de grupos, os 16 CONs são divididos em quatro grupos contendo cada uma quatro seleções, que enfrentam-se uma única vez, a primeira colocada, classifica-se direto às quartas de final; por sua vez, a segunda e terceiras colocadas, avançam até a repescagem.
Nesta segunda fase, as seleções realizam partidas eliminatórias alternadas, a segunda colocada de determinado grupo, enfrenta a terceira de outro e assim sucessivamente definindo as vencedores que classificam-se às quartas de final e assim a competição continua até a semifinal e por conseguinte, final. Todavia, para definir a colocação de cada uma, são realizadas partidas de rque definem desde a décima quinta posição até a quarta.

## Sorteio
O sorteio foi realizado em 18 de abril de 2023.

### Chaveamento
Os potes foram anunciados em 12 de abril de 2023.
| Pote 1                                            | Pote 2                                | Pote 3                                      | Pote 4                                      |
| ------------------------------------------------- | ------------------------------------- | ------------------------------------------- | ------------------------------------------- |
| Estados Unidos · Hungria · Países Baixos · Itália | Espanha · Austrália · Canadá · Grécia | Argentina · Israel · França · Nova Zelândia | África do Sul · Japão · China · Cazaquistão |

Este sorteio resultara nos seguintes grupos:
| Grupo A        | Grupo B       | Grupo C       | Grupo D       |
| -------------- | ------------- | ------------- | ------------- |
| China          | Espanha       | Argentina     | Canadá        |
| França         | Israel        | Grécia        | Nova Zelândia |
| Estados Unidos | Países Baixos | Itália        | Hungria       |
| Austrália      | Cazaquistão   | África do Sul | Japão         |

## Primeira fase
Todos as partidas estão na Hora Legal Japonesa (UTC+09).

### Grupo A
| Pos. | Seleção        | J | V | PSW | PSL | D  | GM | GS  | SG  | Pts | Qualificação     |
| ---- | -------------- | - | - | --- | --- | -- | -- | --- | --- | --- | ---------------- |
| 1.   | Estados Unidos | 3 | 3 | 0   | 0   | 0  | 40 | 16  | +24 | 9   | Quartas de final |
| 2.   | Austrália      | 3 | 2 | 0   | 0   | 1  | 26 | 24  | +2  | 6   | Playoffs         |
| 3.   | França         | 3 | 1 | 0   | 0   | 2  | 25 | 37  | −12 | 3   | Playoffs         |
| 4.   | China          | 0 | 0 | 0   | 3   | 24 | 38 | −14 | 0   | 0   |                  |

| 16 de julho de 2023 09:00 | Súmula | Estados Unidos                             | 15–6 | China        | Marine Messe Fukuoka, Fukuoka |
| 16 de julho de 2023 09:00 | Súmula | Pontuação por períodos: 1–0, 6–2, 3–1, 5–3 |      |              | Marine Messe Fukuoka, Fukuoka |
| 16 de julho de 2023 09:00 | Súmula | Musselman 4                                | Gols | Zhang Jin. 3 | Marine Messe Fukuoka, Fukuoka |

| 16 de julho de 2023 10:30 | Súmula | França                                     | 8–10 | Austrália         | Marine Messe Fukuoka, Fukuoka |
| 16 de julho de 2023 10:30 | Súmula | Pontuação por períodos: 3–3, 2–4, 2–1, 1–2 |      |                   | Marine Messe Fukuoka, Fukuoka |
| 16 de julho de 2023 10:30 | Súmula | Bouloukbachi 3                             | Gols | Andrews, Fasala 2 | Marine Messe Fukuoka, Fukuoka |

| 18 de julho de 2023 17:30 | Súmula | Austrália                                  | 5–9  | Estados Unidos  | Marine Messe Fukuoka, Fukuoka |
| 18 de julho de 2023 17:30 | Súmula | Pontuação por períodos: 3–5, 0–0, 1–3, 1–1 |      |                 | Marine Messe Fukuoka, Fukuoka |
| 18 de julho de 2023 17:30 | Súmula | Williams 3                                 | Gols | three players 2 | Marine Messe Fukuoka, Fukuoka |

| 18 de julho de 2023 20:30 | Súmula | China                                      | 11–12 | França     | Marine Messe Fukuoka, Fukuoka |
| 18 de julho de 2023 20:30 | Súmula | Pontuação por períodos: 4–3, 1–3, 4–1, 2–5 |       |            | Marine Messe Fukuoka, Fukuoka |
| 18 de julho de 2023 20:30 | Súmula | Wang H. 3                                  | Gols  | Dhalluin 4 | Marine Messe Fukuoka, Fukuoka |

| 20 de julho de 2023 13:00 | Súmula | China                                      | 7–11 | Austrália      | Marine Messe Fukuoka, Fukuoka |
| 20 de julho de 2023 13:00 | Súmula | Pontuação por períodos: 1–4, 3–2, 1–3, 2–2 |      |                | Marine Messe Fukuoka, Fukuoka |
| 20 de julho de 2023 13:00 | Súmula | Lu, Zhang Jin. 2                           | Gols | five players 2 | Marine Messe Fukuoka, Fukuoka |

| 20 de julho de 2023 16:00 | Súmula | França                                     | 5–16 | Estados Unidos | Marine Messe Fukuoka, Fukuoka |
| 20 de julho de 2023 16:00 | Súmula | Pontuação por períodos: 1–5, 1–2, 0–4, 3–5 |      |                | Marine Messe Fukuoka, Fukuoka |
| 20 de julho de 2023 16:00 | Súmula | Bouloukbachi 2                             | Gols | Prentice 4     | Marine Messe Fukuoka, Fukuoka |

### Grupo B
| Pos. | Seleção       | J | V | PSW | PSL | D | GM | GS | SG  | Pts | Qualificação     |
| ---- | ------------- | - | - | --- | --- | - | -- | -- | --- | --- | ---------------- |
| 1.   | Países Baixos | 3 | 3 | 0   | 0   | 0 | 61 | 16 | +45 | 9   | Quartas de final |
| 2.   | Espanha       | 3 | 2 | 0   | 0   | 1 | 52 | 17 | +35 | 6   | Playoffs         |
| 3.   | Israel        | 3 | 1 | 0   | 0   | 2 | 30 | 52 | −22 | 3   | Playoffs         |
| 4.   | Cazaquistão   | 3 | 0 | 0   | 0   | 3 | 13 | 71 | −58 | 0   |                  |

| 16 de julho de 2023 12:00 | Súmula | Países Baixos                              | 7–6  | Espanha | Marine Messe Fukuoka, Fukuoka |
| 16 de julho de 2023 12:00 | Súmula | Pontuação por períodos: 1–2, 1–1, 3–2, 2–1 |      |         | Marine Messe Fukuoka, Fukuoka |
| 16 de julho de 2023 12:00 | Súmula | three players 2                            | Gols | Ruiz 3  | Marine Messe Fukuoka, Fukuoka |

| 16 de julho de 2023 13:30 | Súmula | Israel                                     | 17–6 | Cazaquistão             | Marine Messe Fukuoka, Fukuoka |
| 16 de julho de 2023 13:30 | Súmula | Pontuação por períodos: 5–3, 6–1, 2–2, 4–0 |      |                         | Marine Messe Fukuoka, Fukuoka |
| 16 de julho de 2023 13:30 | Súmula | three players 4                            | Gols | Khritankova, Mirshina 2 | Marine Messe Fukuoka, Fukuoka |

| 18 de julho de 2023 09:00 | Súmula | Cazaquistão                                 | 2–30 | Países Baixos   | Marine Messe Fukuoka, Fukuoka |
| 18 de julho de 2023 09:00 | Súmula | Pontuação por períodos: 0–10, 1–7, 1–9, 0–4 |      |                 | Marine Messe Fukuoka, Fukuoka |
| 18 de julho de 2023 09:00 | Súmula | Mirshina, Pochinok 1                        | Gols | Van de Kraats 8 | Marine Messe Fukuoka, Fukuoka |

| 18 de julho de 2023 10:30 | Súmula | Espanha                                    | 22–5 | Israel         | Marine Messe Fukuoka, Fukuoka |
| 18 de julho de 2023 10:30 | Súmula | Pontuação por períodos: 5–2, 5–1, 5–0, 7–2 |      |                | Marine Messe Fukuoka, Fukuoka |
| 18 de julho de 2023 10:30 | Súmula | Camus, Ruíz 4                              | Gols | five players 1 | Marine Messe Fukuoka, Fukuoka |

| 20 de julho de 2023 17:30 | Súmula | Espanha                                    | 24–5 | Cazaquistão      | Marine Messe Fukuoka, Fukuoka |
| 20 de julho de 2023 17:30 | Súmula | Pontuação por períodos: 5–3, 8–1, 5–0, 6–1 |      |                  | Marine Messe Fukuoka, Fukuoka |
| 20 de julho de 2023 17:30 | Súmula | Peña 4                                     | Gols | Novikova, Tsoy 2 | Marine Messe Fukuoka, Fukuoka |

| 20 de julho de 2023 20:30 | Súmula | Israel                                     | 8–24 | Países Baixos | Marine Messe Fukuoka, Fukuoka |
| 20 de julho de 2023 20:30 | Súmula | Pontuação por períodos: 1–7, 1–6, 2–5, 4–6 |      |               | Marine Messe Fukuoka, Fukuoka |
| 20 de julho de 2023 20:30 | Súmula | Futorian 3                                 | Gols | Joustra 5     | Marine Messe Fukuoka, Fukuoka |

### Grupo C
| Pos. | Seleção       | J | V | PSW | PSL | D | GM | GS | SG  | Pts | Qualificação     |
| ---- | ------------- | - | - | --- | --- | - | -- | -- | --- | --- | ---------------- |
| 1.   | Grécia        | 3 | 3 | 0   | 0   | 0 | 61 | 16 | +45 | 9   | Quartas de final |
| 2.   | Itália        | 3 | 2 | 0   | 0   | 1 | 63 | 19 | +44 | 6   | Playoffs         |
| 3.   | África do Sul | 3 | 1 | 0   | 0   | 2 | 16 | 57 | −41 | 3   | Playoffs         |
| 4.   | Argentina     | 3 | 0 | 0   | 0   | 3 | 12 | 60 | −48 | 0   |                  |

| 16 de julho de 2023 16:00 | Súmula | Itália                                      | 27–1 | Argentina | Marine Messe Fukuoka, Fukuoka |
| 16 de julho de 2023 16:00 | Súmula | Pontuação por períodos: 3–1, 7–0, 6–0, 11–0 |      |           | Marine Messe Fukuoka, Fukuoka |
| 16 de julho de 2023 16:00 | Súmula | Avegno 4                                    | Gols | Leonard 1 | Marine Messe Fukuoka, Fukuoka |

| 16 de julho de 2023 17:30 | Súmula | Grécia                                     | 24–2 | África do Sul   | Marine Messe Fukuoka, Fukuoka |
| 16 de julho de 2023 17:30 | Súmula | Pontuação por períodos: 7–1, 6–1, 6–0, 5–0 |      |                 | Marine Messe Fukuoka, Fukuoka |
| 16 de julho de 2023 17:30 | Súmula | Fountotou, E. Plevritou 4                  | Gols | Sileno, Zondo 1 | Marine Messe Fukuoka, Fukuoka |

| 18 de julho de 2023 12:00 | Súmula | África do Sul                              | 2–24 | Itália              | Marine Messe Fukuoka, Fukuoka |
| 18 de julho de 2023 12:00 | Súmula | Pontuação por períodos: 1–2, 0–7, 1–7, 0–8 |      |                     | Marine Messe Fukuoka, Fukuoka |
| 18 de julho de 2023 12:00 | Súmula | MacDonell, Meecham 1                       | Gols | Bettini, Giustini 4 | Marine Messe Fukuoka, Fukuoka |

| 18 de julho de 2023 13:30 | Súmula | Argentina                                  | 2–21 | Grécia          | Marine Messe Fukuoka, Fukuoka |
| 18 de julho de 2023 13:30 | Súmula | Pontuação por períodos: 1–6, 0–5, 1–6, 0–4 |      |                 | Marine Messe Fukuoka, Fukuoka |
| 18 de julho de 2023 13:30 | Súmula | Bacigalupo, Hatcher 1                      | Gols | three players 3 | Marine Messe Fukuoka, Fukuoka |

| 20 de julho de 2023 09:00 | Súmula | Argentina                                  | 9–12 | África do Sul | Marine Messe Fukuoka, Fukuoka |
| 20 de julho de 2023 09:00 | Súmula | Pontuação por períodos: 2–2, 3–5, 2–2, 2–3 |      |               | Marine Messe Fukuoka, Fukuoka |
| 20 de julho de 2023 09:00 | Súmula | Auliel 4                                   | Gols | Meecham 3     | Marine Messe Fukuoka, Fukuoka |

| 20 de julho de 2023 10:30 | Súmula | Grécia                                     | 16–12 | Itália         | Marine Messe Fukuoka, Fukuoka |
| 20 de julho de 2023 10:30 | Súmula | Pontuação por períodos: 6–4, 4–1, 3–2, 3–5 |       |                | Marine Messe Fukuoka, Fukuoka |
| 20 de julho de 2023 10:30 | Súmula | four players 3                             | Gols  | four players 2 | Marine Messe Fukuoka, Fukuoka |

### Grupo D
| Pos. | Seleção       | J | V | PSW | PSL | D | GM | GS | SG  | Pts | Qualificação     |
| ---- | ------------- | - | - | --- | --- | - | -- | -- | --- | --- | ---------------- |
| 1.   | Hungria       | 3 | 3 | 0   | 0   | 0 | 60 | 36 | +24 | 9   | Quartas de final |
| 2.   | Canadá        | 3 | 2 | 0   | 0   | 1 | 40 | 34 | +6  | 6   | Playoffs         |
| 3.   | Nova Zelândia | 3 | 1 | 0   | 0   | 2 | 33 | 52 | −19 | 3   | Playoffs         |
| 4.   | Japão (H)     | 3 | 0 | 0   | 0   | 3 | 49 | 60 | −11 | 0   |                  |

| 16 de julho de 2023 19:00 | Súmula | Nova Zelândia                              | 17–16 | Japão | Marine Messe Fukuoka, Fukuoka |
| 16 de julho de 2023 19:00 | Súmula | Pontuação por períodos: 5–5, 4–3, 4–5, 4–3 |       |       | Marine Messe Fukuoka, Fukuoka |
| 16 de julho de 2023 19:00 | Súmula | Doyle 5                                    | Gols  | Ura 5 | Marine Messe Fukuoka, Fukuoka |

| 16 de julho de 2023 20:30 | Súmula | Hungria                                    | 11–10 | Canadá         | Marine Messe Fukuoka, Fukuoka |
| 16 de julho de 2023 20:30 | Súmula | Pontuação por períodos: 5–3, 2–2, 1–2, 3–3 |       |                | Marine Messe Fukuoka, Fukuoka |
| 16 de julho de 2023 20:30 | Súmula | Keszthelyi 4                               | Gols  | four players 2 | Marine Messe Fukuoka, Fukuoka |

| 18 de julho de 2023 16:00 | Súmula | Canadá                                     | 13–11 | Nova Zelândia | Marine Messe Fukuoka, Fukuoka |
| 18 de julho de 2023 16:00 | Súmula | Pontuação por períodos: 7–4, 1–3, 3–0, 2–4 |       |               | Marine Messe Fukuoka, Fukuoka |
| 18 de julho de 2023 16:00 | Súmula | La Roche 3                                 | Gols  | Howarth 4     | Marine Messe Fukuoka, Fukuoka |

| 18 de julho de 2023 19:00 | Súmula | Japão                                      | 21–26 | Hungria | Marine Messe Fukuoka, Fukuoka |
| 18 de julho de 2023 19:00 | Súmula | Pontuação por períodos: 4–5, 6–8, 5–7, 6–6 |       |         | Marine Messe Fukuoka, Fukuoka |
| 18 de julho de 2023 19:00 | Súmula | Arima 7                                    | Gols  | Hajdú 5 | Marine Messe Fukuoka, Fukuoka |

| 20 de julho de 2023 12:00 | Súmula | Nova Zelândia                              | 5–23 | Hungria    | Marine Messe Fukuoka, Fukuoka |
| 20 de julho de 2023 12:00 | Súmula | Pontuação por períodos: 3–6, 0–3, 2–9, 0–5 |      |            | Marine Messe Fukuoka, Fukuoka |
| 20 de julho de 2023 12:00 | Súmula | Doyle, Houghton 2                          | Gols | Szilágyi 5 | Marine Messe Fukuoka, Fukuoka |

| 20 de julho de 2023 19:00 | Súmula | Canadá                                     | 17–12 | Japão              | Marine Messe Fukuoka, Fukuoka |
| 20 de julho de 2023 19:00 | Súmula | Pontuação por períodos: 5–1, 3–3, 5–4, 4–4 |       |                    | Marine Messe Fukuoka, Fukuoka |
| 20 de julho de 2023 19:00 | Súmula | Lemay-Lavoie 5                             | Gols  | Arima, Kawaguchi 4 | Marine Messe Fukuoka, Fukuoka |

## Segunda fase
Fase eliminatória
|  | Playoffs       | Playoffs       |                     |        | Quartas-de-final | Quartas-de-final |    |  | Semifinal | Semifinal |  |  | Final | Final |
|  |                |                |                     |        |                  |                  |    |  |           |           |  |  |       |       |
|  |                |                |                     |        |                  |                  |    |  |           |           |  |  |       |       |
|  |                |                |                     |        |                  |                  |    |  |           |           |  |  |       |       |
|  |                |                |                     |        |                  |                  |    |  |           |           |  |  |       |       |
|  | 24 de julho de |                |                     |        |                  |                  |    |  |           |           |  |  |       |       |
|  |                |                |                     |        |                  |                  |    |  |           |           |  |  |       |       |
|  | Estados Unidos | 7              |                     |        |                  |                  |    |  |           |           |  |  |       |       |
|  | Estados Unidos | 7              | 22 de julho de      |        |                  |                  |    |  |           |           |  |  |       |       |
|  |                |                | Itália              | 8      |                  |                  |    |  |           |           |  |  |       |       |
|  | Itália         | 14             | Itália              | 8      |                  |                  |    |  |           |           |  |  |       |       |
|  | Itália         | 14             | 26 de julho de      |        |                  |                  |    |  |           |           |  |  |       |       |
|  | Nova Zelândia  | 7              |                     |        |                  |                  |    |  |           |           |  |  |       |       |
|  | Nova Zelândia  | 7              | Itália              | 8      |                  |                  |    |  |           |           |  |  |       |       |
|  |                |                | Itália              | 8      |                  |                  |    |  |           |           |  |  |       |       |
|  |                | Países Baixos  | 9                   |        |                  |                  |    |  |           |           |  |  |       |       |
|  |                | Países Baixos  | 9                   |        |                  |                  |    |  |           |           |  |  |       |       |
|  | 24 de julho de |                |                     |        |                  |                  |    |  |           |           |  |  |       |       |
|  |                |                |                     |        |                  |                  |    |  |           |           |  |  |       |       |
|  | Países Baixos  | 17             |                     |        |                  |                  |    |  |           |           |  |  |       |       |
|  | Países Baixos  | 17             | 22 de julho de      |        |                  |                  |    |  |           |           |  |  |       |       |
|  |                |                | Canadá              | 10     |                  |                  |    |  |           |           |  |  |       |       |
|  | África do Sul  | 6              | Canadá              | 10     |                  |                  |    |  |           |           |  |  |       |       |
|  | África do Sul  | 6              | 28 de julho de      |        |                  |                  |    |  |           |           |  |  |       |       |
|  | Canadá         | 21             |                     |        |                  |                  |    |  |           |           |  |  |       |       |
|  | Canadá         | 21             | Países Baixos (PSO) | 12 (5) |                  |                  |    |  |           |           |  |  |       |       |
|  |                |                | Países Baixos (PSO) | 12 (5) |                  |                  |    |  |           |           |  |  |       |       |
|  |                | Espanha        | 12 (4)              |        |                  |                  |    |  |           |           |  |  |       |       |
|  |                | Espanha        | 12 (4)              |        |                  |                  |    |  |           |           |  |  |       |       |
|  | 24 de julho de |                |                     |        |                  |                  |    |  |           |           |  |  |       |       |
|  |                |                |                     |        |                  |                  |    |  |           |           |  |  |       |       |
|  | Grécia         | 8              |                     |        |                  |                  |    |  |           |           |  |  |       |       |
|  | Grécia         | 8              | 22 de julho de      |        |                  |                  |    |  |           |           |  |  |       |       |
|  |                |                | Austrália           | 9      |                  |                  |    |  |           |           |  |  |       |       |
|  | Austrália      | 16             | Austrália           | 9      |                  |                  |    |  |           |           |  |  |       |       |
|  | Austrália      | 16             | 26 de julho de      |        |                  |                  |    |  |           |           |  |  |       |       |
|  | Israel         | 7              |                     |        |                  |                  |    |  |           |           |  |  |       |       |
|  | Israel         | 7              | Austrália           | 10     |                  |                  |    |  |           |           |  |  |       |       |
|  |                |                | Austrália           | 10     |                  |                  |    |  |           |           |  |  |       |       |
|  |                | Espanha        | 12                  |        | Terceiro lugar   | Terceiro lugar   |    |  |           |           |  |  |       |       |
|  |                | Espanha        | 12                  |        | Terceiro lugar   | Terceiro lugar   |    |  |           |           |  |  |       |       |
|  | 24 de julho de | 24 de julho de |                     |        | 28 de julho de   | 28 de julho de   |    |  |           |           |  |  |       |       |
|  | 24 de julho de | 24 de julho de |                     |        | 28 de julho de   | 28 de julho de   |    |  |           |           |  |  |       |       |
|  | Hungria        | 9              | Itália              | 16     |                  |                  |    |  |           |           |  |  |       |       |
|  | Hungria        | 9              | Itália              | 16     | 22 de julho de   |                  |    |  |           |           |  |  |       |       |
|  |                |                | Espanha             | 12     |                  | Austrália        | 14 |  |           |           |  |  |       |       |
|  | França         | 9              | Espanha             | 12     |                  | Austrália        | 14 |  |           |           |  |  |       |       |
|  | França         | 9              |                     |        |                  |                  |    |  |           |           |  |  |       |       |
|  | Espanha        | 16             |                     |        |                  |                  |    |  |           |           |  |  |       |       |
|  | Espanha        | 16             |                     |        |                  |                  |    |  |           |           |  |  |       |       |

5º lugar
|  | 5th–8th place semifinals | 5th–8th place semifinals |                      |        | Fifth place game | Fifth place game |
|  |                          |                          |                      |        |                  |                  |
|  | 26 de julho de           |                          |                      |        |                  |                  |
|  |                          |                          |                      |        |                  |                  |
|  | Estados Unidos           | 16                       |                      |        |                  |                  |
|  | Estados Unidos           | 16                       | 28 de julho de       |        |                  |                  |
|  | Canadá                   | 4                        |                      |        |                  |                  |
|  | Canadá                   | 4                        | Estados Unidos (PSO) | 11 (4) |                  |                  |
|  | 26 de julho de           |                          | Estados Unidos (PSO) | 11 (4) |                  |                  |
|  |                          | Hungria                  | 11 (2)               |        |                  |                  |
|  | Grécia                   | Hungria                  | 11 (2)               | 9      |                  |                  |
|  | Grécia                   |                          |                      | 9      |                  |                  |
|  | Hungria                  | 10                       |                      |        |                  |                  |
|  | Hungria                  | 10                       | Seventh place game   |        |                  |                  |
|  |                          |                          |                      |        |                  |                  |
|  | 28 de julho de           |                          |                      |        |                  |                  |
|  |                          |                          |                      |        |                  |                  |
|  | Canadá (PSO)             | 10 (4)                   |                      |        |                  |                  |
|  | Canadá (PSO)             | 10 (4)                   |                      |        |                  |                  |
|  | Grécia                   | 10 (2)                   |                      |        |                  |                  |

9º lugar
|  | 9th–12th place semifinals | 9th–12th place semifinals |                     |    | Ninth place game | Ninth place game |
|  |                           |                           |                     |    |                  |                  |
|  | 24 de julho de            |                           |                     |    |                  |                  |
|  |                           |                           |                     |    |                  |                  |
|  | Israel                    | 15                        |                     |    |                  |                  |
|  | Israel                    | 15                        | 26 de julho de      |    |                  |                  |
|  | Nova Zelândia             | 12                        |                     |    |                  |                  |
|  | Nova Zelândia             | 12                        | Israel              | 7  |                  |                  |
|  | 24 de julho de            |                           | Israel              | 7  |                  |                  |
|  |                           | França                    | 11                  |    |                  |                  |
|  | França                    | França                    | 11                  | 20 |                  |                  |
|  | França                    |                           |                     | 20 |                  |                  |
|  | África do Sul             | 6                         |                     |    |                  |                  |
|  | África do Sul             | 6                         | Eleventh place game |    |                  |                  |
|  |                           |                           |                     |    |                  |                  |
|  | 26 de julho de            |                           |                     |    |                  |                  |
|  |                           |                           |                     |    |                  |                  |
|  | Nova Zelândia             | 25                        |                     |    |                  |                  |
|  | Nova Zelândia             | 25                        |                     |    |                  |                  |
|  | África do Sul             | 6                         |                     |    |                  |                  |

13º lugar
|  | 13th–16th place semifinals | 13th–16th place semifinals |                 |    | 13th place game | 13th place game |
|  |                            |                            |                 |    |                 |                 |
|  | 22 de julho de             |                            |                 |    |                 |                 |
|  |                            |                            |                 |    |                 |                 |
|  | China                      | 16                         |                 |    |                 |                 |
|  | China                      | 16                         | 24 de julho de  |    |                 |                 |
|  | Cazaquistão                | 6                          |                 |    |                 |                 |
|  | Cazaquistão                | 6                          | China           | 18 |                 |                 |
|  | 22 de julho de             |                            | China           | 18 |                 |                 |
|  |                            | Japão                      | 10              |    |                 |                 |
|  | Argentina                  | Japão                      | 10              | 11 |                 |                 |
|  | Argentina                  |                            |                 | 11 |                 |                 |
|  | Japão                      | 21                         |                 |    |                 |                 |
|  | Japão                      | 21                         | 15th place game |    |                 |                 |
|  |                            |                            |                 |    |                 |                 |
|  | 24 de julho de             |                            |                 |    |                 |                 |
|  |                            |                            |                 |    |                 |                 |
|  | Cazaquistão                | 10                         |                 |    |                 |                 |
|  | Cazaquistão                | 10                         |                 |    |                 |                 |
|  | Argentina                  | 8                          |                 |    |                 |                 |

### Playoffs
| 22 de julho de 2023 14:00 | Súmula | Austrália                                  | 16–7 | Israel        | Marine Messe Fukuoka, Fukuoka |
| 22 de julho de 2023 14:00 | Súmula | Pontuação por períodos: 7–2, 4–1, 3–1, 2–3 |      |               | Marine Messe Fukuoka, Fukuoka |
| 22 de julho de 2023 14:00 | Súmula | Armit 4                                    | Gols | Kordonskaia 3 | Marine Messe Fukuoka, Fukuoka |

| 22 de julho de 2023 15:30 | Súmula | França                                     | 9–16 | Espanha | Marine Messe Fukuoka, Fukuoka |
| 22 de julho de 2023 15:30 | Súmula | Pontuação por períodos: 1–3, 4–4, 2–5, 2–4 |      |         | Marine Messe Fukuoka, Fukuoka |
| 22 de julho de 2023 15:30 | Súmula | Bouloukbachi, Dhalluin 2                   | Gols | Forca 5 | Marine Messe Fukuoka, Fukuoka |

| 22 de julho de 2023 17:00 | Súmula | Itália                                     | 14–7 | Nova Zelândia | Marine Messe Fukuoka, Fukuoka |
| 22 de julho de 2023 17:00 | Súmula | Pontuação por períodos: 4–1, 6–2, 1–3, 3–1 |      |               | Marine Messe Fukuoka, Fukuoka |
| 22 de julho de 2023 17:00 | Súmula | Bettini 3                                  | Gols | Doyle 2       | Marine Messe Fukuoka, Fukuoka |

| 22 de julho de 2023 18:30 | Súmula | África do Sul                              | 6–21 | Canadá   | Marine Messe Fukuoka, Fukuoka |
| 22 de julho de 2023 18:30 | Súmula | Pontuação por períodos: 1–6, 1–4, 1–4, 3–7 |      |          | Marine Messe Fukuoka, Fukuoka |
| 22 de julho de 2023 18:30 | Súmula | Thornton-Dibb 2                            | Gols | Wright 4 | Marine Messe Fukuoka, Fukuoka |

### Quartas de final
| 24 de julho de 2023 15:00 | Súmula | Estados Unidos                             | 7–8  | Itália     | Marine Messe Fukuoka, Fukuoka |
| 24 de julho de 2023 15:00 | Súmula | Pontuação por períodos: 2–3, 2–1, 2–2, 1–2 |      |            | Marine Messe Fukuoka, Fukuoka |
| 24 de julho de 2023 15:00 | Súmula | Steffens 4                                 | Gols | Giustini 3 | Marine Messe Fukuoka, Fukuoka |

| 24 de julho de 2023 16:30 | Súmula | Países Baixos                              | 17–10 | Canadá     | Marine Messe Fukuoka, Fukuoka |
| 24 de julho de 2023 16:30 | Súmula | Pontuação por períodos: 6–2, 5–3, 3–4, 3–1 |       |            | Marine Messe Fukuoka, Fukuoka |
| 24 de julho de 2023 16:30 | Súmula | three players 3                            | Gols  | McKelvey 4 | Marine Messe Fukuoka, Fukuoka |

| 24 de julho de 2023 18:00 | Súmula | Grécia                                     | 8–9  | Austrália      | Marine Messe Fukuoka, Fukuoka |
| 24 de julho de 2023 18:00 | Súmula | Pontuação por períodos: 4–3, 1–4, 3–2, 0–0 |      |                | Marine Messe Fukuoka, Fukuoka |
| 24 de julho de 2023 18:00 | Súmula | Xenaki 3                                   | Gols | four players 2 | Marine Messe Fukuoka, Fukuoka |

| 24 de julho de 2023 19:30 | Súmula | Hungria                                    | 9–12 | Espanha | Marine Messe Fukuoka, Fukuoka |
| 24 de julho de 2023 19:30 | Súmula | Pontuação por períodos: 2–3, 2–3, 3–4, 2–2 |      |         | Marine Messe Fukuoka, Fukuoka |
| 24 de julho de 2023 19:30 | Súmula | Garda 4                                    | Gols | Forca 5 | Marine Messe Fukuoka, Fukuoka |

### Semifinais do 13º ao 16º lugares
| 22 de julho de 2023 09:00 | Súmula | China                                      | 16–6 | Cazaquistão | Marine Messe Fukuoka, Fukuoka |
| 22 de julho de 2023 09:00 | Súmula | Pontuação por períodos: 3–1, 6–2, 3–2, 4–1 |      |             | Marine Messe Fukuoka, Fukuoka |
| 22 de julho de 2023 09:00 | Súmula | Yan S., Zhang J. 4                         | Gols | Kaplun 3    | Marine Messe Fukuoka, Fukuoka |

| 22 de julho de 2023 10:30 | Súmula | Argentina                                  | 11–21 | Japão              | Marine Messe Fukuoka, Fukuoka |
| 22 de julho de 2023 10:30 | Súmula | Pontuação por períodos: 0–8, 3–4, 5–4, 3–5 |       |                    | Marine Messe Fukuoka, Fukuoka |
| 22 de julho de 2023 10:30 | Súmula | Bacigalupo 3                               | Gols  | Arima, Nishiyama 4 | Marine Messe Fukuoka, Fukuoka |

### Semifinais do 9º ao 12º lugares
| 24 de julho de 2023 12:00 | Súmula | Israel                                     | 15–12 | Nova Zelândia         | Marine Messe Fukuoka, Fukuoka |
| 24 de julho de 2023 12:00 | Súmula | Pontuação por períodos: 3–1, 5–3, 5–2, 2–6 |       |                       | Marine Messe Fukuoka, Fukuoka |
| 24 de julho de 2023 12:00 | Súmula | Strugo 4                                   | Gols  | Houghton, Nicholson 3 | Marine Messe Fukuoka, Fukuoka |

| 24 de julho de 2023 13:30 | Súmula | França                                     | 20–6 | África do Sul   | Marine Messe Fukuoka, Fukuoka |
| 24 de julho de 2023 13:30 | Súmula | Pontuação por períodos: 4–1, 6–0, 5–4, 5–1 |      |                 | Marine Messe Fukuoka, Fukuoka |
| 24 de julho de 2023 13:30 | Súmula | Vernoux 6                                  | Gols | Thornton-Dibb 3 | Marine Messe Fukuoka, Fukuoka |

### Semifinais do 5º ao 8º lugares
| 26 de julho de 2023 14:00 | Súmula | Estados Unidos                             | 16–4 | Canadá   | Marine Messe Fukuoka, Fukuoka |
| 26 de julho de 2023 14:00 | Súmula | Pontuação por períodos: 5–1, 2–1, 6–1, 3–1 |      |          | Marine Messe Fukuoka, Fukuoka |
| 26 de julho de 2023 14:00 | Súmula | Flynn 5                                    | Gols | Browne 2 | Marine Messe Fukuoka, Fukuoka |

| 26 de julho de 2023 15:30 | Súmula | Grécia                                     | 9–10 | Hungria             | Marine Messe Fukuoka, Fukuoka |
| 26 de julho de 2023 15:30 | Súmula | Pontuação por períodos: 1–2, 2–2, 4–5, 2–1 |      |                     | Marine Messe Fukuoka, Fukuoka |
| 26 de julho de 2023 15:30 | Súmula | Ninou 3                                    | Gols | Garda, Keszthelyi 3 | Marine Messe Fukuoka, Fukuoka |

### Semifinais
| 26 de julho de 2023 17:00 | Súmula | Itália                                     | 8–9  | Países Baixos      | Marine Messe Fukuoka, Fukuoka |
| 26 de julho de 2023 17:00 | Súmula | Pontuação por períodos: 2–4, 3–2, 2–2, 1–1 |      |                    | Marine Messe Fukuoka, Fukuoka |
| 26 de julho de 2023 17:00 | Súmula | Marletta 3                                 | Gols | L. Rogge, Wolves 2 | Marine Messe Fukuoka, Fukuoka |

| 26 de julho de 2023 18:30 | Súmula | Austrália                                  | 10–12 | Espanha | Marine Messe Fukuoka, Fukuoka |
| 26 de julho de 2023 18:30 | Súmula | Pontuação por períodos: 2–5, 4–3, 2–2, 2–2 |       |         | Marine Messe Fukuoka, Fukuoka |
| 26 de julho de 2023 18:30 | Súmula | Kearns 3                                   | Gols  | Ruiz 4  | Marine Messe Fukuoka, Fukuoka |

### Decisão do 15º lugar
| 24 de julho de 2023 09:00 | Súmula | Cazaquistão                                | 10–8 | Argentina    | Marine Messe Fukuoka, Fukuoka |
| 24 de julho de 2023 09:00 | Súmula | Pontuação por períodos: 3–0, 3–3, 2–4, 2–1 |      |              | Marine Messe Fukuoka, Fukuoka |
| 24 de julho de 2023 09:00 | Súmula | Khritankova, Novikova 3                    | Gols | Bacigalupo 4 | Marine Messe Fukuoka, Fukuoka |

### Decisão do 13º lugar
| 24 de julho de 2023 10:30 | Súmula | China                                      | 18–10 | Japão | Marine Messe Fukuoka, Fukuoka |
| 24 de julho de 2023 10:30 | Súmula | Pontuação por períodos: 4–3, 5–3, 4–3, 5–1 |       |       | Marine Messe Fukuoka, Fukuoka |
| 24 de julho de 2023 10:30 | Súmula | Lu, Yan J. 3                               | Gols  | Ura 3 | Marine Messe Fukuoka, Fukuoka |

### Decisão do 11º lugar
| 26 de julho de 2023 09:00 | Súmula | Nova Zelândia                              | 25–6 | África do Sul       | Marine Messe Fukuoka, Fukuoka |
| 26 de julho de 2023 09:00 | Súmula | Pontuação por períodos: 7–0, 6–3, 6–1, 6–2 |      |                     | Marine Messe Fukuoka, Fukuoka |
| 26 de julho de 2023 09:00 | Súmula | Houghton 7                                 | Gols | Meecham, Versfeld 2 | Marine Messe Fukuoka, Fukuoka |

### Decisão do 9º lugar
| 26 de julho de 2023 10:30 | Súmula | Israel                                     | 7–11 | França   | Marine Messe Fukuoka, Fukuoka |
| 26 de julho de 2023 10:30 | Súmula | Pontuação por períodos: 2–3, 1–4, 1–4, 3–0 |      |          | Marine Messe Fukuoka, Fukuoka |
| 26 de julho de 2023 10:30 | Súmula | Bogachenko 4                               | Gols | Millot 3 | Marine Messe Fukuoka, Fukuoka |

### Decisão do 7º lugar
| 28 de julho de 2023 11:30 | Súmula | Canadá                                              | 14–12 | Grécia   | Marine Messe Fukuoka, Fukuoka |
| 28 de julho de 2023 11:30 | Súmula | Pontuação por períodos: 4–1, 1–4, 4–1, 1–4 PEN: 4–2 |       |          | Marine Messe Fukuoka, Fukuoka |
| 28 de julho de 2023 11:30 | Súmula | Wright 3                                            | Gols  | Xenaki 3 | Marine Messe Fukuoka, Fukuoka |

### Decisão do 5º lugar
| 28 de julho de 2023 16:30 | Súmula | Estados Unidos                                      | 15–13 | Hungria      | Marine Messe Fukuoka, Fukuoka |
| 28 de julho de 2023 16:30 | Súmula | Pontuação por períodos: 4–2, 1–3, 5–4, 1–2 PEN: 4–2 |       |              | Marine Messe Fukuoka, Fukuoka |
| 28 de julho de 2023 16:30 | Súmula | Raney 3                                             | Gols  | Keszthelyi 4 | Marine Messe Fukuoka, Fukuoka |

### Disputa pelo bronze
| 28 de julho de 2023 13:00 | Súmula | Itália                                     | 16–14 | Austrália  | Marine Messe Fukuoka, Fukuoka |
| 28 de julho de 2023 13:00 | Súmula | Pontuação por períodos: 5–4, 5–6, 3–1, 3–3 |       |            | Marine Messe Fukuoka, Fukuoka |
| 28 de julho de 2023 13:00 | Súmula | Bianconi 6                                 | Gols  | Williams 3 | Marine Messe Fukuoka, Fukuoka |

### Final
| 28 de julho de 2023 18:00 | Súmula | Países Baixos                                       | 17–16 | Espanha | Marine Messe Fukuoka, Fukuoka |
| 28 de julho de 2023 18:00 | Súmula | Pontuação por períodos: 4–3, 2–3, 3–1, 3–5 PEN: 5–4 |       |         | Marine Messe Fukuoka, Fukuoka |
| 28 de julho de 2023 18:00 | Súmula | Van de Kraats, Sleeking 3                           | Gols  | Forca 5 | Marine Messe Fukuoka, Fukuoka |

## Classificação final
| Posição           | Seleção        |
| ----------------- | -------------- |
| Medalha de ouro   | Países Baixos  |
| Medalha de prata  | Espanha        |
| Medalha de bronze | Itália         |
| 4                 | Austrália      |
| 5                 | Estados Unidos |
| 6                 | Hungria        |
| 7                 | Canadá         |
| 8                 | Grécia         |
| 9                 | França         |
| 10                | Israel         |
| 11                | Nova Zelândia  |
| 12                | África do Sul  |
| 13                | China          |
| 14                | Japão          |
| 15                | Cazaquistão    |
| 16                | Argentina      |

| Polo aquático no Campeonato Mundial de Esportes Aquáticos de 2023 - Feminino |
| ---------------------------------------------------------------------------- |
| Países baixos Campeã (2° título)                                             |

## Estatísticas e prêmios

### Artilheiras
| Pos. | Nome                 | Gols | Chutes | %  |
| ---- | -------------------- | ---- | ------ | -- |
| 1    | Judith Forca         | 23   | 45     | 51 |
| 2    | Simone van de Kraats | 20   | 33     | 61 |
| 3    | Rita Keszthelyi      | 19   | 39     | 49 |
| 3    | Yumi Arima           | 19   | 40     | 48 |
| 5    | Emmerson Houghton    | 18   | 32     | 56 |
| 6    | Roberta Bianconi     | 16   | 37     | 43 |
| 6    | Sofia Giustini       | 16   | 33     | 48 |
| 8    | Claudia Marletta     | 15   | 27     | 56 |
| 8    | Elena Ruit           | 15   | 30     | 50 |
| 10   | Alice Williams       | 14   | 39     | 36 |
| 10   | Eirini Ninou         | 14   | 30     | 47 |
| 10   | Eruna Ura            | 14   | 23     | 61 |
| 10   | Bernadette Doyle     | 14   | 34     | 41 |

### Prêmios
Os prêmios foram anunciados em 29 de julho de 2023.
| Equipe do campeonato | Equipe do campeonato |
| -------------------- | -------------------- |
| Goleira              | Laura Aarts          |
| Jogadoras de linha   | Yumi Arima           |
| Jogadoras de linha   | Roberta Bianconi     |
| Jogadoras de linha   | Judith Forca         |
| Jogadoras de linha   | Elena Ruiz           |
| Jogadoras de linha   | Simone van de Kraats |
| Jogadoras de linha   | Alice Williams       |
| Outras premiações    |                      |
| MVP                  | Elena Ruiz           |
| Melhor goleira       | Laura Aarts          |